# Olympische Winterspiele 2006/Teilnehmer (Kenia)
Kenia nahm an den Olympischen Winterspielen 2006 im italienischen Turin mit einem Athleten teil.

## Teilnehmer nach Sportarten

### Ski nordisch
- Philip Boit
Männer, 15 km klassisch: 53:32,4 min (→ 91.)